# Mowen Boino
Mowen Boino (ur. 16 grudnia 1979 w Port Moresby) – papuański lekkoatleta specjalizująca się w biegach płotkarskich i sprinterskich, trzykrotny uczestnik igrzysk olimpijskich.
Początkowo uprawiał rugby, a zaczął wyczynowo trenować lekkoatletykę w 1997. Jego główną konkurencją był bieg na 400 metrów przez płotki, ale z powodzeniem startował również w biegu na 110 metrów przez płotki i w biegu na 400 metrów.

## Osiągnięcia
Trzykrotnie startował w biegu na 400 metrów przez płotki na igrzyskach olimpijskich: w 2000 w Sydney, 2004 w Atenach i 2008 w Pekinie, za każdym razem odpadając w eliminacjach. Również trzykrotnie odpadał w eliminacjach tej konkurencji na mistrzostwach świata: w 2001 w Edmonton, 2007 w Osace i 2013 w Moskwie. Wystąpił w biegu na 400 metrów na halowych mistrzostwach świata w 2016 w Portland, także odpadając po pierwszym biegu. Pięciokrotnie brał udział w igrzyskach Wspólnoty Narodów, od 2002 do 2012, bez sukcesów. Reprezentował Australię i Oceanię w zawodach pucharu świata w 2002 w Madrycie jako jedyny zawodnik z wysp Pacyfiku; zajął 9. miejsce w biegu na 400 metrów przez płotki.
Odniósł wiele sukcesów w zawodach regionalnych:
- 14 medali igrzysk Pacyfiku:
  - Santa Rita 1999 – srebro w sztafecie 4 × 400 metrów, brąz w biegu na 400 metrów przez płotki
  - Suva 2003 – złoto w biegu na 400 metrów przez płotki i w sztafecie 4 × 400 metrów, brąz w biegu na 110 metrów przez płotki
  - Apia 2007 – złoto w biegu na 400 metrów przez płotki, srebro w sztafecie 4 × 400 metrów, brąz w biegu na 110 metrów przez płotki
  - Numea 2011 – złoto w biegach na 110 metrów przez płotki i 400 metrów przez płotki oraz w sztafecie 4 × 400 metrów
  - Port Moresby 2015 – złoto w biegu na 400 metrów przez płotki i w sztafecie 4 × 400 metrów, srebro w biegu na 110 metrów przez płotki
- 15 medali mistrzostwach Oceanii:
  - Adelaide 2000 – złoto w sztafecie 4 × 400 metrów, srebro w biegu na 400 metrów przez płotki
  - Christchurch 2002 – złoto w biegu na 400 metrów przez płotki i w sztafecie 100+100+200+400 metrów, srebro w biegu na 110 metrów przez płotki
  - Apia 2006 – złoto w biegach na 110 metrów przez płotki i 400 metrów przez płotki
  - Saipan 2008 – złoto w biegu na 400 metrów przez płotki
  - Cairns 2010 – srebro w biegu na 400 metrów przez płotki
  - Apia 2011 (region zachodni) – złoto w biegach na 400 metrów i na 400 metrów przez płotki
  - Papeete 2013 – złoto w biegu na 400 metrów przez płotki
  - Cairns 2015 – srebro w biegu na 400 metrów przez płotki, brąz w biegu na 110 metrów przez płotki
  - Suva 2017 – srebro w biegu na 400 metrów przez płotki
- 9 medali miniigrzysk Pacyfiku:
  - Norfolk 2001 – złoto w biegu na 400 metrów przez płotki, srebro w biegu na 110 metrów przez płotki i w sztafecie 4 × 400 metrów, brąz w biegu na 400 metrów
  - Mata Utu 2013 – złoto w biegach na 110 metrów przez płotki i 400 metrów przez płotki, srebro w sztafecie 4 × 400 metrów
  - Port Vila 2017 – złoto w biegu na 400 metrów przez płotki i w sztafecie 4 × 400 metrów

## Rekordy życiowe
Rekordy życiowe Boiny
- bieg na 400 metrów – 47,97 s (25 marca 2012, Canberra)
- bieg na 110 metrów przez płotki – 14,58 s (6 września 2013, Mata Utu)
- bieg na 400 metrów przez płotki – 50,37 s (21 marca 2006, Melbourne) – rekord Papui-Nowej Gwinei